# Rotatividade de pessoal
A rotatividade de pessoal (ou Turnover em inglês), no contexto de gestão de pessoas, está relacionada com o desligamento de alguns funcionários e entrada de outros para substituí-los, ou seja, a rotatividade é caracterizada pelo fluxo de entradas (admissões) e saídas (desligamentos, demissões, remanejamentos e aposentadorias) de pessoas em uma organização.

## Agentes causadores da rotatividade
As razões para o desligamento podem ser diversas: os indivíduos podem solicitar a sua demissão por descontentamento com alguma política da empresa, falta de motivação, falta de perspectiva de crescimento profissional, relações hierárquicas sem qualidade e com muito desgaste, ou ainda a busca de uma melhor colocação profissional. Assim como a empresa, que também se coloca neste direito e busca por profissionais mais capacitados para integrar o seu quadro funcional ou ainda procura pela inovação em seus sistemas.
Quando uma organização contrata funcionários sem aderência a seus valores e sem as habilidades e competências requisitadas, a tendência é um alto número de desligamentos no curto e médio prazo. Segundo Tiago Yonamine, fundador da plataforma de recrutamento e seleção trampos, uma contratação errada, custa caro e traz prejuízos de tempo, dinheiro e também para o clima da organização.
A rotatividade não é uma causa, mas sim o efeito de algumas variáveis externas e internas. E são as consequências desses fenômenos que irão condicionar a atitude e o comportamento do pessoal, pois a alta rotatividade reflete na produção, no ambiente organizacional e nos relacionamentos interpessoais. Entre as variáveis externas que ocorrem na organização, podemos citar: situação de oferta e procura do mercado de RH; a conjuntura econômica; as oportunidades de empregos no mercado de trabalho. E dentre as variáveis internas estão: a política salarial da organização; a política de benefícios da organização; o tipo de supervisão exercido sobre o pessoal; as oportunidades de crescimento profissional oferecidas pela organização; o tipo de relacionamento humano dentro da organização; as condições físicas e ambientais de trabalho da organização; a moral do pessoal da organização; a cultura organizacional; a política de recrutamento e seleção de recursos humanos; os critérios e programas de treinamento de recursos humanos; a política disciplinar da organização; os critérios de avaliação do desempenho; o grau de flexibilidade das políticas da organização.

## Causas doturnover
O turnover define o volume de flutuação de recursos humanos nas empresas, é comum um pequeno volume de rotatividade em uma organização saudável, principalmente se for causada pelo aumento de contratações maiores que as saídas com objetivo de incentivar e ampliar os resultados, a questão é que a elevação dos índices de rotatividade podem gerar situações de insegurança para atividade da empresa, ocasionando uma reação malvista na instituição.
A rotatividade tem suas causas divididas em externas e internas. As primeiras independem da política de ação da empresa, da vontade de seus executivos, dos trabalhadores e não cria motivação para aprofundar-se na questão. Tem como razões principais: o mercado de trabalho (oportunidades de emprego, assim como a oferta e demanda quanto aos profissionais no mercado), o mercado de mão-de-obra (disponibilidade de profissionais ou existência de candidatos) e a conjuntura social e econômica quando há oportunidades de emprego disponíveis.
Ocorre bastante, também, com os estagiários de uma organização, seja ela pública ou privada, uma vez que estes atuam por contrato por tempo determinado, celebrado entre a organização e as instituições de ensino onde estão matriculados. No Brasil, de acordo com a Lei 11.788/2008, o tempo máximo de estágio de um estudante em uma mesma organização é de dois anos.
No que tange as causas internas da rotatividade, dividem – se em três grupos:
• Controláveis (remuneração, condições de trabalho impróprias e inseguras, seleção e treinamento insuficientes, supervisão e planejamento inadequados, falta de oportunidades para o empregado, problemas de relacionamento interno, organização defeituosa da empresa, falta de planos de promoção para o pessoal, chefias incompetentes, falta de valorização das pessoas e sistema de controle rígido ou inexistente);
• Semi-incontroláveis (incompetência do empregado, temperamento difícil, maus hábitos pessoais, condições de alojamento e insatisfação pessoal e profissional);
• Incontroláveis (morte e doença).
Entre outras variáveis que influenciam no turnover da organização, é fundamental citar:
- Treinamento da Mão de Obra (M.O)
- Absenteísmo

## Como identificar as causas da rotatividade
As informações relativas às causas da rotatividade de pessoal podem ser obtidas através de avaliação e mapeamento de:
• Entrevista de desligamentos: Serve para obter informações e a opinião do ex-funcionário com relação à conduta da empresa, ao relacionamento com os colegas, às políticas de remuneração para saber onde é possível melhorar, saber se o funcionário está saindo satisfeito e qual a imagem que ele levará da empresa;
• Pesquisa de clima: É uma ferramenta com a finalidade de identificar a percepção coletiva dos seus funcionários, quanto aos fatores que afetam o nível de sua motivação e o grau de satisfação existente em relação à empresa;
• Processo de recrutamento e seleção: Obter conhecimento sobre os fatores que atraem ou não as pessoas para trabalhar na empresa, aspectos da imagem organizacional, analisar a forma como é passada a oportunidade de crescimento profissional ao candidato, entre outros;
• Integração do funcionário a cultura da empresa: É realizado um monitoramento dos colaboradores no período de admissão recente, para avaliar como as suas expectativas estão sendo satisfeitas no processo de interação com a cultura da empresa, sua estrutura, pares e liderança.

## Custos da rotatividade
A rotatividade não é apenas um desafio da área de recursos humanos, ela possui impactos sobre todo o resultado da empresa. Os custos relativos à rotatividade são divididos em primários, secundários e terciários.
1. Custos primários da rotatividade de pessoal são aqueles que diretamente relacionados com o desligamento de cada colaborador e sua substituição. Como exemplo tem-se as despesas do processo de recrutamento e seleção do funcionário que substituirá o desligado, despesa com a área de pessoal para realizar cadastramento e pagamento da demissão de um funcionário e contratação de outro, despesas com treinamento e integração, custo do tempo em que outras pessoas repassarão as funções ao novo empregado, além dos custos legais referentes ao desligamento do empregado.
2. Custos secundários da rotatividade de pessoal envolvem aspectos intangíveis e de características predominantemente qualitativas, ou seja, referem-se aos efeitos colaterais e imediatos da rotatividade. Como exemplo de custos secundários tem-se as perdas na produtividade, enquanto um novo empregado não substituir o desligado, custo extra-laboral, produção inferior até o novo empregado se ambientar às suas novas funções e influência do desligamento perante aos demais empregados.
3. Custos terciários da rotatividade de pessoal estão relacionados com os efeitos colaterais mediatos da rotatividade, que fazem sentir-se a médio e a longo prazos, tais como custo extra-investimento, reflexos na imagem e nos negócios da empresa que podem ser provocados pela queda na qualidade dos produtos ou serviços executados por empregados inexperientes ou em fase de ambientação.

| Custos de recrutamento                   | Custos de seleção                              | Custos de treinamento                     | Custos de desligamento                                                                                   |
| ---------------------------------------- | ---------------------------------------------- | ----------------------------------------- | --- |
| Processamento da requisição de empregado | Entrevistas de seleção                         | Programas de integração                   | Pagamento de salários e quitação de direitos trabalhistas (férias proporcionais, 13º salário, FGTS etc.) |
| Propaganda                               | Aplicação e aferição de provas de conhecimento | Orientação                                | Pagamento de benefícios                                                                                  |
| Visitas a escolas                        | Aplicação e aferição de testes                 | Custos diretos de treinamento             | Entrevista de desligamento                                                                               |
| Atendimento aos candidatos               | Tempo dos selecionadores                       | Tempo dos instrutores                     | Custos do outplacement                                                                                   |
| Tempo dos recrutadores                   | Checagem de referências                        | Baixa produtividade durante o treinamento | Cargo vago até a substituição                                                                            |
| Pesquisas de mercado                     | Exames médicos e laboratoriais                 |                                           | |
| Formulários e custo do processamento     |                                                |                                           | |

Os custos de reposição em função da rotatividade.

As demissões podem ser bastante onerosas, especialmente quando envolvem entrevistas, consultoria para recolocação e acordos de indenização, além dos apoios administrativo e funcional necessários. Os programas de redução de rotatividade são frequentemente utilizados em razão da economia que proporcionam.

## Forma clássica de cálculo doturnover
{\displaystyle {\dfrac {{}\qquad {\dfrac {{\text{Nº de demissões}}+{\text{Nº de admissões}}}{2}}\qquad {}}{\text{Nº de Funcionários ativos (no último dia do mês anterior)}}}}

Há controvérsias quanto à adequação desta fórmula a organizações cuja taxa de turnover apresenta grande variação. Os call centers (terceirizados), por exemplo, passam por grandes oscilações em razão da sazonalidade da demanda por determinados produtos ou serviços. Muitas empresas comerciais tendem a aumentar o ritmo de atividade na época do Natal, por exemplo.
Nos call centers, a orientação geral é de que cada operação tenha o seu turnover calculado separadamente, para que seja mais preciso. O número final da empresa é obtido pela média ponderada de cada operação, sendo que o staff deve ser também considerado como uma operação.
Em razão da controvérsia, são usadas duas modalidades de cálculo. A primeira leva em consideração apenas a taxa de desligamento, não considerando reduções do quadro.
Cálculo da taxa de desligamento
{\displaystyle {\dfrac {\text{Nº de demissões}}{\text{Nº de funcionários ativos (no último dia do mês anterior)}}}}

A segunda considera apenas as substituições, não sendo considerados desligamentos e admissões decorrentes de ampliação ou redução do quadro de pessoal pois, nestes casos, considera-se que não se trata de rotatividade.
Cálculo do turnover considerando substituições
{\displaystyle {\dfrac {{}{\dfrac {{\text{Nº de demitidos que serão substituídos}}+{\text{Nº de admissões para substituição}}{}}{2}}}{\text{Nº de funcionários ativos (no último dia do mês anterior)}}}}

## As consequências da rotatividade
A Rotatividade de Pessoal tem consequências positivas e negativas e deste modo, pode ser favorável ou prejudicial para as organizações.
Consequências positivas: substituição de um funcionário com baixo desempenho; possibilidade de admitir colaboradores que tragam para a empresa conhecimentos (ideias, tecnologias, estilos, inovação etc); redução na organização de comportamentos indesejáveis (desmotivação, apatia, absenteísmo, sabotagem, falta de qualidade no trabalho, etc), diminuição de conflitos e outras.
Consequências negativas: quando a empresa substitui um colaborador por outro com desempenho inferior, impacta negativamente a produção e nos processos da organização; perdas de funcionários com qualidades e habilidades especiais ou que ocupam cargos-chave podem ter efeitos desastrosos por longo período, até o substituto estar totalmente ambientado; “entrega” para a concorrência de funcionários qualificados; dificuldade nas comunicações e nas relações interpessoais, na medida em que o colaborador que sai é importante nos processos de comunicação e fundamental para a coesão da equipe; pode afetar negativamente o clima organizacional, interferir na atitude dos funcionários que permanecem na empresa e estimular uma rotatividade de pessoal adicional, pois alguns que não estavam à procura de outro emprego, podem começar a fazê-lo; algumas organizações, em decorrência do turnover, poderão adotar estratégias e políticas inapropriadas, ineficientes, ineficazes, improdutivas e inviáveis (por exemplo: aumentos generalizados de salários, excesso de treinamentos, metas “X” por cento de turnover para toda a empresa, etc) que comprometam o negócio da empresa; adiamento ou impossibilidade de realização de projetos; surgimento de concorrente.
O que deve ser levado em conta, não é a quantidade de funcionários que estão saindo, mas qual o potencial dos que ficam.

## Medidas que podem reduzir a rotatividade de pessoal
Não existe um índice de turnover adequado para uma empresa, já que ele depende de várias variáveis do ramo de trabalho. Mas o problema se torna preocupante quando acontecem quedas na produção da organização e para reduzir o índice de rotatividade de pessoal, deve-se em primeiro lugar, pesquisar as principais causas, diagnosticar cada uma e finalmente atribuir uma solução.

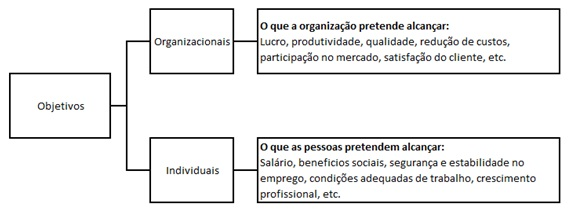

Existem inúmeras abordagens criativas para reduzir as demissões voluntárias, especialmente nas áreas em que as organizações precisam investir pesado em treinamento e perdem todo esse investimento quando os empregados vão embora prematuramente.
As organizações interessadas em diminuir o número de pedidos de demissão podem considerar a ideia de aumentar os salários, esclarecer bem os papéis e exigências do trabalho, tornar o trabalho mais gratificante e conseguir fazer com que seus empregados percebam vantagens em trabalhar em determinada empresa e não em outra qualquer. O processo de seleção e recrutamento, também pode auxiliar na redução da rotatividade de pessoal, pois quando este processo é realizado com assertividade, será realizada contratações de profissionais com o perfil desejado, qualificados e alinhados com os valores da organização.